# Малая Пизь
Малая Пизь — река в России, протекает в Пермском крае. Устье реки находится в 118 км по правому берегу реки Пизь. Длина реки составляет 19 км.

## Данные водного реестра
По данным государственного водного реестра России относится к Камскому бассейновому округу, водохозяйственный участок реки — Кама от Воткинского гидроузла до Нижнекамского гидроузла, без рек Буй (от истока до Кармановского гидроузла), Иж, Ик и Белая, речной подбассейн реки — бассейны притоков Камы до впадения Белой. Речной бассейн реки — Кама.
Код объекта в государственном водном реестре — 10010101412111100016493.